# Kon Ichikawa
Kon Ichikawa (jap. 市川 崑 Ichikawa Kon; ur. 20 listopada 1915 w Ujiyamada (obecnie Ise, zm. 13 lutego 2008 w Tokio) – japoński reżyser filmowy. 
Do chwili śmierci (zmarł w wieku lat 92, na zapalenie płuc) uważany był za ostatnie ogniwo łączące współczesną kinematografię japońską z powojennym pokoleniem wielkich mistrzów japońskiego kina. Przez niektórych krytyków filmowych stawiany był w jednym rzędzie z Akirą Kurosawą, Kenjim Mizoguchim, czy Yasujirō Ozu – zwłaszcza, gdy brana jest pod uwagę jego twórczość z lat 50. i 60.

## Młodość i początki twórczości filmowej Kona Ichikawy
Kon Ichikawa urodził się 20 listopada 1915 roku w Ujiyamadzie (obecnie Ise) w prefekturze Mie, w rodzinie zajmującej się handlem kimonami. W dzieciństwie, podobnie jak Akira Kurosawa, był dzieckiem chorowitym oraz przejawiał zamiłowanie do rysunku. Miał ambicję zostania malarzem. Będąc entuzjastą ówczesnego kina, obejrzał większość filmów przedwojennych japońskich reżyserów, takich zwłaszcza jak Daisuke Itō i Masahiro Makino; natomiast spośród dzieł kinematografii obcej najwyżej cenił filmy Jeana Renoira, Charliego Chaplina i Walta Disneya. Filmy Disneya stały się dla młodego Ichikawy pewnego rodzaju objawieniem – dzięki nim uświadomił sobie, że animacja filmowa może połączyć obydwie jego pasje, rysowania oraz filmu.
W latach 1930–1933 Ichikawa kształcił się w dziedzinie animacji w Ichioka Shōgyō w Osace, po czym znalazł zatrudnienie jako rysownik w oddziale animacji J.O. Studio, które właśnie w tym samym czasie przekształcało się z lokalnej wypożyczalni filmowej w wytwórnię filmową. W początkach lat 40. nastąpiło połączenie wytwórni J.O. z Osaki z wytwórnią P.C.L. z Tokio – powstało wówczas gigantyczne studio Toho Film Company z siedzibą w Tokio. Po likwidacji przez Toho oddziału animacji Ichikawa przyjął propozycję pracy w roli asystenta reżysera. W wytwórni Toho Ichikawa poznał swoją przyszłą żonę, Natto (Natsuto) Wadę (1920–1983), która wówczas pracowała dla tej wytwórni jako tłumacz języka angielskiego.
Pierwszą samodzielną produkcją Kona Ichikawy był film Musume Dōjō-ji (tyt. angielski: A Girl in Dojo Temple) z roku 1946. Była to historia o duchach opowiedziana w konwencji teatru lalkowego. Film ten został skonfiskowany przez amerykańskie władze okupacyjne pod zarzutem zawierania zbyt tradycjonalistycznych treści i przez dłuższy czas uważany był za zniszczony, bądź zagubiony.

## Okres dojrzałości twórczej Kona Ichikawy (lata 50. i 60.)
Po ślubie Kona Ichikawy z Natto Wadą (10 kwietnia 1948), małżonkowie stworzyli niezwykle udany tandem twórców filmowych – żona była autorem większości scenariuszy do filmów swego męża; z perspektywy czasu okazało się, że w tych najwyżej cenionych. Ich twórcze partnerstwo rozpoczęło się w 1949 roku filmem Ningen moyō (Design of a Human Being) i trwało do 1965 roku, kiedy powstał film Tōkyō Orimpikku (Olimpiada tokijska), po którym Wada wycofała się z udziału w tworzeniu filmów. Do tego czasu opracowała 34 scenariusze – szczególny talent przejawiała w adaptacji dzieł literackich dla potrzeb filmu, które mąż jej z perfekcją przenosił na ekran. Dzięki temu partnerstwu powstały znakomite adaptacje filmowe kilkunastu japońskich powieści, nowel i komiksów (opisy w filmografii). 
W okresie swej 60-letniej kariery filmowej Ichikawa stworzył ogółem blisko 90 dzieł filmowych. Jego twórczość obejmuje szerokie spektrum gatunków, form i tematów: od dramatów antywojennych i filmów historycznych (jidai-geki), poprzez komedie satyryczne (z życia powojennego społeczeństwa japońskiego), aż po filmy dokumentalne oraz animowane. Możliwość korzystania z własnych doświadczeń pracy rysownika-animatora pozwoliło Ichikawie osiągnąć rzadko spotykane w filmach innych reżyserów połączenie perfekcji technicznej z artystyczną głębią – dbałości o szczegóły z mistrzowską ich kompozycją. Wprowadzenie szerokiego ekranu pozwoliło talentom plastycznym Ichikawy jeszcze bardziej rozbłysnąć.
Filmy Kona Ichikawy charakteryzują się głębokim humanizmem – przejawianym jednak w sposób dość niezwykły dla dzieł tego rodzaju, bo przyprawionych cierpką ironią, sarkazmem oraz dużą dawką czarnego humoru. 
Niestety, wiele spośród filmów tego wybitnego reżysera nie doczekało się (lub zaledwie w niewielkim stopniu) odpowiedniej prezentacji poza Japonią – nawet pomimo wysokich ocen wystawianych im przez krytyków, pomimo ich częstych nominacji i wygrywania przez nie festiwalowych nagród. Dotyczy to zwłaszcza filmów, takich jak: Conflagration (1958), Klucz (1959), Ototo (1960), The Outcast (1962), Zemsta Yukinojo (1963), Sam na Pacyfiku (1963). 
Najlepiej znanymi widowni zachodniej (a może tylko przez to cenionymi przez nią najwyżej) filmami Kona Ichikawy są Harfa birmańska (1956) oraz Ognie polne (1959) – dwa dzieła o niezwykle silnej wymowie antywojennej, które są zarazem najbardziej posępnymi filmami Ichikawy.
Do najlepiej znanych i najwyżej cenionych obecnie dzieł Ichikawy należy również jego Olimpiada tokijska (1965). Jest to niezwykły film dokumentalny, pokazujący to wielkie sportowe wydarzenie bynajmniej nie z perspektywy osiągniętych wówczas rekordów i końcowych wyników, lecz kierujące uwagę widza na piękno ludzkiego ciała w trudzie sportowego wysiłku, na dramatyzm towarzyszący sportowej rywalizacji oraz emocje wyrażane przez sportowców, również tych przegrywających. Wykorzystując swoje wielkie umiejętności plastyczne oraz możliwości szerokiego ekranu, posługując się środkami artystyczno-filmowymi rzadko wówczas stosowanymi w reportażu filmowym Ichikawa ukazał w tym niezwykle pięknym obrazie wielki triumf ludzkiego ducha. Jednakże materiał filmowy, który został nakręcony przez 16 kamerzystów, wywołał wielkie zaskoczenie podczas jego wstępnej prezentacji dla organizatorów, sponsorów i producentów. Przygotowany przez Ichikawę materiał okazał się „zbyt artystyczny”, oczekiwali oni czegoś zupełnie innego, czyli stereotypowego reportażu. W rezultacie do produktu finalnego, wykorzystano wówczas tylko część materiału, natomiast jego szerokoekranowy format przycięto do proporcji właściwej ówczesnej telewizji (4:3). Już wówczas, pomimo tak znacznego okaleczenia, Olimpiada tokijska Ichikawy zyskała opinię jednego z najwybitniejszych dzieł o charakterze sportowo-dokumentalnym. Ocalały po tej „rzezi” wielkim szczęściem materiał filmowy poddano po latach ponownej obróbce – powstały w ten sposób film został ponownie wydany na krążku DVD w 2002 roku, tym razem w swoim oryginalnym szerokoekranowym formacie oraz w blisko 3-godzinnej wersji. Obecnie film ten uznawany jest za arcydzieło, i to nie tylko w swoim gatunku.
Jednakże po ówczesnej, swoistej porażce Ichikawy, żona reżysera, Natto Wada, zaprzestała pisania scenariuszy filmowych. Był to jej milczący protest wobec nacisków wywieranych przez producentów filmowych, zmuszających reżyserów do spłycania gramatyki filmowej oraz upraszczania metod prezentacji materiału. Uważa się, że późniejsze filmy Ichikawy wiele straciły po wycofaniu się Natto Wady z udziału we wspólnym tworzeniu filmów. 
Rezultatem konfliktów narastających pomiędzy wytwórnią Tōhō a Konem Ichikawą (jak również pomiędzy tą wytwórnią a kilku innymi pracującymi dla niej reżyserami), było odejście przez czterech z nich (Akira Kurosawa, Masaki Kobayashi, Kon Ichikawa, Keisuke Kinoshita) i utworzenie własnej wytwórni filmowej, Yonki-no-Kai (Klub Czterech Rycerzy).

## Twórczość Kona Ichikawy po roku 1965
Reżyser był twórczy do ostatnich lat swego życia. W późniejszym okresie na szczególną uwagę zasługują takie jego filmy, jak: Genji monogatari (1966), The Wanderers (1973), Rodzina Inagumich (1976), Makioka Sisters (1983), Koneko Monogatari (1986), Princess from the Moon (1987), 47 Rōnin (1994), Człowiek zwany Dora-heita (2000) oraz Kah-chan (2001). Ichikawa zrealizował także dwa remaki własnych filmów: Harfa birmańska (1985) oraz Inugamis (2006). Oba po upłynięciu trzydziestu lat od realizacji pierwszych wersji.

## Wybrana filmografia Kona Ichikawy
Rok produkcji – tytuł japoński – tytuł angielski lub polski (jeżeli jest znany). Uwagi dotyczące filmu
- 1946 – Musume Dōjō-ji – A Girl at Dojo Temple. Pierwszy samodzielny film Ichikawy, wcześniej uważany za zaginiony, niedawno został odnaleziony i jest obecnie restaurowany przez Cinematheque Francaise
- 1949 – Ningen moyō – Human Patterns (Design of Human Being). Film według scenariusza Natto Wady
- 1951 – Koibito – The Lover. Film według wspólnego scenariusza Natto Wady i Kona Ichikawy
- 1952 – Ashi ni sawatta onna – The Woman Who Touched Legs. Film według wspólnego scenariusza Natto Wady i Kona Ichikawy, remake filmu Yutaki Abe z 1926 roku
- 1953 – Pu-san – Pan Poo. Film według wspólnego scenariusza Natto Wady i Kona Ichikawy, który był adaptacją mangi; pełna komizmu opowieść o sposobach w jaki szary człowiek dokonuje swoich codziennych a zarazem życiowych wyborów
- 1953 – Aijin – The Lovers. Film według wspólnego scenariusza Natto Wady i Kona Ichikawy
- 1954 – Okuman-chōja – A Billionaire. Film według wspólnego scenariusza Natto Wady, Kona Ichikawy i Kobo Abe, komedia satyryczna
- 1955 – Kokoro – The Heart. Film według scenariusza Natto Wady; adaptacja powieści Natsume Sōsekiego (w Polsce książka została wydana pt. Sedno rzeczy)
- 1956 – Biruma no tategoto – Harfa birmańska. Film według scenariusza Natto Wady, opartego na powieści Michio Takeyamy; film antywojenny, nominowany do Oskara; zdobył szereg innych nagród, m.in. San Giorgio Prize na Festiwalu w Wenecji w 1956 roku
- 1956 – Shokei no heya – Punishment Room. Film według scenariusza Natto Wady, opartego na powieści Shintaro Ishihary
- 1956 – Nihonbashi – Bridge of Japan. Film według scenariusza Natto Wady
- 1957 – The Men of Tohoku
- 1957 – Man'in densha – A Crowded Streetcar. Film według wspólnego scenariusza Natto Wady i Kona Ichikawy, komedia satyryczna
- 1958 – Enjo – Płomień udręki. Film według wspólnego scenariusza Natto Wady i Kona Ichikawy, opartego na powieści Yukio Mishimy pt. Kinkakuji (tyt. polaski: Złota Pagoda); opowieść o młodym mnichu, który podpalił Złoty Pawilon w Kioto, by w ten sposób uchronić to miejsce od duchowego zniszczenia; fabuła została osnuta na autentycznym wydarzeniu z 1950 roku
- 1959 – Kagi – Odd Obsession (The Key). Film według scenariusza Natto Wady, opartego na powieści Jun’ichirō Tanizakiego; film opowiada o obsesji starzejącego się człowieka, pragnącego przy pomocy wyszukanych praktyk odrodzić własną sprawność seksualną. Określany jako „perwersja w najlepszym tego słowa znaczeniu”. Nominowany do Złotej Palmy na Festiwalu w Cannes w 1959, zdobył również nagrodę Złotego Globu w 1960
- 1959 – Nobi – Ognie polne. Film według scenariusza Natto Wady, opartego na powieści Shoheia Ookiego (w Polsce wydanej pt. Ognie polne); film antywojenny, zawierający wstrząsające sceny związane z kanibalizmem wśród japońskich żołnierzy ukrywających się po przegranej wojnie w filipińskiej dżungli
- 1960 – Ototo – Younger Brother (Little Brother). Film nominowany do Złotej Palmy na Festiwalu w Cannes w 1960; zdobył wówczas nagrodę Technical Grand Prize
- 1961 – Kuroi jūnin no onna – Ten Dark Women. Film według scenariusza Natto Wady, komedia
- 1962 – Hakai – The Outcast (The Sin, The Broken Commandement). Film według scenariusza Natto Wady, opartego na powieści Tosona Shimazakiego; film obnaża dyskryminację społeczną wobec kasty burakumin; stanowi jednocześnie wyrazisty przykład, jak Ichikawa ukazując sceny moralnego zła potrafił je zrównoważyć estetycznym pięknem filmowych ujęć
- 1962 – Watashi wa nisai – Being Two Isn't Easy. Film według scenariusza Natto Wady, opartego na powieści Michio Matsudy; niezwykłość filmu polega na tym, że perypetie rodzinne ukazane są z perspektywy widzenia świata przez ... dwuletnie dziecko
- 1963 – Yukinojo henge – An Actor's Revenge. Film według scenariusza Natto Wady; będącego przeróbką scenariusza Daisuke Itō; film z gatunku jidai-geki; opowiada o wyszukanej zemście dokonanej przez aktora teatru kabuki na ludziach, którzy dwadzieścia lat wcześniej doprowadzili do samobójczej śmierci jego rodziców
- 1963 – Taiheiyo hitori-botchi – Alone on the Pacific. Film według scenariusza Natto Wady, opartego na powieści Keichi Horie; film nominowany do Złotej Palmy na Festiwalu w Cannes w 1963
- 1965 – Tokyo Orimpikku – Olimpiada Tokijska. Film według wspólnego scenariusza Natto Wady i Kona Ichikawy
- 1966 – Genji monogatari – The Tale of Genji. Film z gatunku jidai-geki (samurajski), obrazujący autentyczne wydarzenia historyczne z końca XII wieku
- 1973 – Visions of Eight – film dokumentalny
- 1973 – The Wanderers
- 1975 – Wagahai wa neko de aru – I Am a Cat. Scenariusz filmu powstał na podstawie powieści Sōseki Natsume (w Polsce książka ta została wydana pt. „Jestem kotem”); niezwykła opowieść przedstawiająca świat z punktu widzenia ... kota
- 1976 – Inugamike no ichizoku – The Inugamis
- 1977 – Rhyme of Vengeance
- 1978 – The Devil's Island (The Devil's Ballad)
- 1979 – Galaxy Express 999: The Signature Edition
- 1983 – The Makioka Sisters. Scenariusz filmu został oparty na powieści Jun’ichiro Tanizakiego pt. Sasameyuki
- 1985 – The Burmese Harp. Kolorowy remake własnego filmu z 1956 roku
- 1987 – Princess from the Moon (zob. Opowieść o zbieraczu bambusu)
  - Filmowa adaptacja popularnej japońskiej opowieści (przyprawiona szczyptą science-fiction), której akcja jest osadzona w epoce Heian; ta okoliczność była dla reżysera pretekstem do prezentacji rzadko pokazywanych w japońskich filmach przepięknych strojów z tej epoki; całość jest połączeniem oszałamiającej kolorystyki z mistrzowską kompozycją obrazu; doskonała obsada aktorska (Toshirō Mifune – w nietypowej dla siebie roli!), Ayako Wakao i Yasuko Sawaguchi. Film jest dostępny na DVD z napisami w języku angielskim (PAL, region 2).
- 1988 – Tsuru – Crane. Film według scenariusza Natto Wady
- 1994 – Shijūshichi-nin no shikaku – 47 Rōnin. Film z gatunku jidai-geki (samurajski); filmowa wizja Ichikawy tej autentycznej historii o 47 rōninach
- 1996 – The 8-Tomb Village
- 2000 – Shinsengumi. Film z gatunku jidai-geki (samurajski); o formacji Shinsengumi z lat 60. XIX wieku
- 2000 – Dora-heita
  - Film z gatunku jidai-geki (samurajski); krytyka skorumpowanej władzy lokalnej, utrzymana w tonie komediowym, z elementami sensacji oraz sztuk walki; w filmie tym Ichikawa wykorzystał scenariusz, którego współautorami byli czterej wielcy mistrzowie kina japońskiego: on sam, Keisuke Kinoshita, Akira Kurosawa oraz Kenji Mizoguchi, i który pierwotnie miał być zrealizowany w roku 1969 jako ich wspólna produkcja; film zdobył nagrodę na 50. Festiwalu Filmowym w Berlinie. Dostępny jest na DVD z napisami w języku angielskim (tylko w wersji NTSC, dla regionu 1).
- 2001 – Kah-chan – Big Mama. Film według scenariusza Natto Wady, opartego na powieści Shugoro Yamamoto.
- 2006 – Yume jūya - Ten Nights of Dreams. Reżyseria jednego z epizodów filmu nowelowego (jedenastu reżyserów) według powieści Sōseki Natsume pod tym samym tytułem.
- 2006 – Inugamike no ichizoku. Remake własnego filmu z roku 1976.